# Godie
Godie (amh. ጎዴ, Godē) – miasto w Etiopii, w regionie Somali. Według danych szacunkowych na rok 2015 liczyło 54 700 mieszkańców.